# Új Kadampa Hagyomány
Az új kadampa hagyomány – Nemzetközi Kadampa Buddhista Unió (angolul: New Cadampa Tradition – International Kadampa Buddhist Union, röviden: NKT—IKBU) nemzetközi buddhists szervezet, amelyet 1991-ben alapított Kelszang Gyaco Angliában. 2003-ban került a név mögé a Nemzetközi Kadampa Buddhista Unió. Az angol nevén NKT-IKBU rövidítésű szervezet nonprofit cégként van bejegyezve az európai szigetországban. Jelenleg mintegy 200 központja van világszerte, illetve további 900 csoportja működik 40 országban.
Az NKT-IKBU saját bevallása szerint „teljesen független buddhista hagyomány”, amelyet az ősi kadampa buddhista mesterek tanításai ihlettek. Az alapító, Kelszang Gyaco saját bevallása szerint igyekezett elérhetőbbé tenni a buddhista meditációt a 21. századi emberek számára. Azt kívánta, hogy az emberek ne csak tanulmányozzák a tibeti buddhizmust, hanem alkalmazzák is a tanultakat, amelyeket meditációkon és saját tapasztalataikon keresztül nyernek.
Az NKT-IKBU gyorsabban hódított teret Britanniában, mint bármely más buddhista hagyomány. Egyesek ellentmondásos szervezetnek, új vallási mozgalomnak kultusznak, és szakadár buddhista szektának is tartják.